# 78. п. н. е.

## Рођени
- 5. август — Тулија Цицерон, кћи Цицерона и Теренције
- Џин Тан — древнекитайский учёный;
- Секст Јулије Цезар

## Умрли
- Публије Рутилије Руф — конзул
- Луције Корнелије Сула — диктатор, консул 88 и 80 г.
- Аршак I (цар Иберије)